# Josephine Jewell Dodge
Josephine Jewell Dodge (11 de fevereiro de 1855 – 6 de Março de 1928) foi uma educadora Estadunidense, uma das primeiras líderes do movimento das creches, e uma ativista anti-sufrágio .

## Início da vida e educação
Josephine Marshall Jewell nasceu em Hartford, Connecticut, em 1855. Seu pai, Marshall Jewell, foi governador de Connecticut, entre outros postos do governo. Josephine Jewell saiu do Vassar College ,em 1873, para acompanhar seu pai que ia para São Petersburgo, na Rússia, quando ele foi servir como diplomata lá.

## Carreira
Josephine Jewell Dodge patrocinado a creche Virgínia na Cidade de Nova York, uma instituição que se destinava a fornecer assistência à criança, para as mães operarias e trabalhadoras, que trabalhavam na Lower East Side. Seu programa se desenvolveu em 1888, se tornando a Creche Jewell , que tinha uma maior componente educativo. Dodge demonstrou seus métodos na Exposição Universal de 1893, , e em 1895 se tornou fundadora e primeira presidente da Associação de creches da cidade de Nova York. Por volta de 1898 foi presidente da Federação Nacional de Creches.

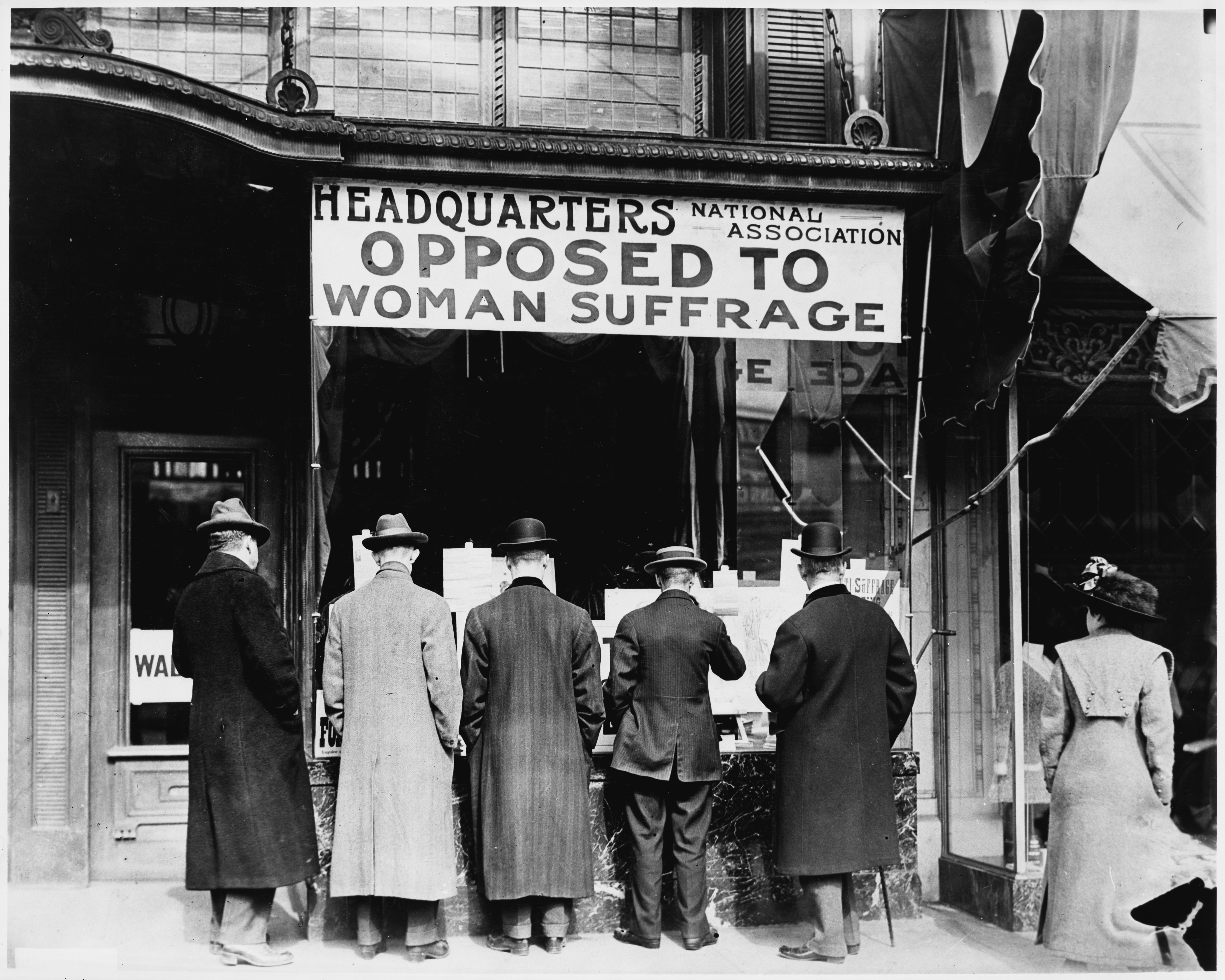
Sede da NAOWS, liderada por Josephine Jewell Dodge

As atividades contra o Sufrágio feminino, ocuparam os últimos anos de sua carreira. Em 1911, ela ajudou na fundação e tornou-se presidente da Associação Nacional de Oposição ao Sufrágio da Mulher (National Association Opposed to Woman Suffrage) nos Estados Unidos, cargo que ocupou por seis anos.Ela foi alvo de um ataque verbal em 1915, entre ativistas sufragistas e anti-sufragistas em Washington.

## Homenagens
Uma variedade de rosas foi nomeada em homenagem a Srª. Dodge, cultivada especialmente para decorar mesas de uma reunião em Nova York, no Hotel Astor.
Alguns dos escritos de Dodge como estudante de faculdade estão arquivados na seção de Coleções Especiais da biblioteca no Vassar College.

## Vida pessoal
Josephine Jewell se casou com Arthur Murray Dodge, filho do deputado federal William E. Dodge, em 1875. Eles tiveram seis filhos; o seu filho Plínio morreu em 1889, ainda pequeno; os outros cinco filhos viveram até a idade adulta. Josephine se tornou viúva quando Arthur morreu em 1894. Ela morreu em Cannes, na França, em 1928, e foi sepultado em Simsbury, Connecticut.
1. ↑  "Josephine Marshall Jewell Dodge" in Edward T. James, Janet Wilson James, and Paul S. Boyer, eds., Notable American Women, 1607–1950, A Biographical Dictionary, vol. 2 (Harvard University Press 1971): 492-493.
2. ↑  Susan Goodier, No Votes for Women: The New York State Anti-Suffrage Movement (University of Illinois Press 2013): 30. ISBN 9780252094675
3. ↑  L. P. S., "The Late Mrs. Arthur M. Dodge" New York Times (March 16, 1928): 16.
4. ↑  "Child Care" in Alice O'Connor, ed., Poverty in the United States: An Encyclopedia of History, Politics and Policy (ABC-CLIO 2004): 152. ISBN 9781576075975
5. ↑  "Low Cut Gowns and High Morals Suffrage and Sex; Mrs. Arthur M. Dodge Tells Women Decent Dress is More Important than Votes" The Courier (May 11, 1913): 1. via Newspapers.com
6. ↑  "Near Riot When Suffragists and Antis Meet at Hearing Before Democratic Committee" Washington Herald (December 8, 1915): 1. via Newspapers.com
7. ↑  "Mrs. Dodge Charges A Poison-Pen Plot; Declares Suffragists, with Endless Chain Postals, Are Repeating Liquor Attacks" New York Times (October 30, 1916): 9.
8. ↑  "Anti-Suffrage Rose Named 'Mrs. Dodge'; Rich New Flower Graces Each Table at Brilliant Cafe Dansant and Tableaux" New York Times (April 6, 1915): 4.
9. ↑  Guide to the Josephine Jewell Dodge Papers, 1873-1874, Archives and Special Collections, Vassar College.
10. ↑  "A Social Event: Marriage of Miss Josephine M. Jewell and Mr. Arthur M. Dodge" New York Times (October 7, 1875): 1.
11. ↑  "Murray W. Dodge, Banking Executive" Brooklyn Daily Eagle (December 7, 1937): 11. via Newspapers.com
12. ↑  "Notable Birthdays Today" Asheville Citizen-Times (February 11, 1917): 4. via Newspapers.com
13. ↑  "Mrs Arthur M. Dodge, Former Josephine Jewell, Foe of Woman Suffrage, Dies in France" New York Times (March 7, 1928): 25.